# Chiesa di San Nicolò (Vallelaghi)
La chiesa di San Nicolò è la parrocchiale a Ranzo, frazione di Vallelaghi in Trentino. Risale al XVI secolo.

## Storia

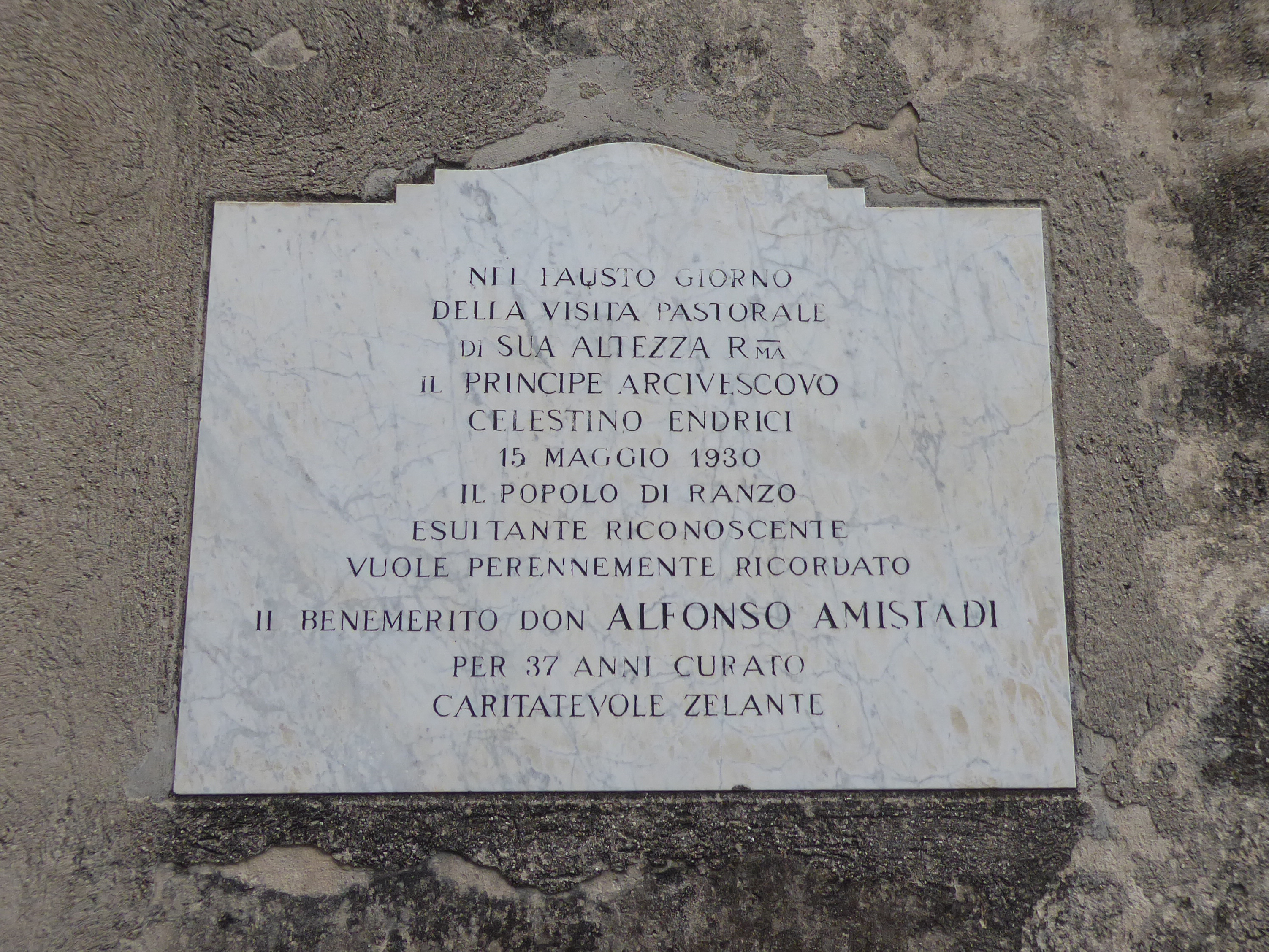
Epigrafe che ricorda la visita pastorale di Celestino Endrici.

La chiesa viene ricordata e documentata a partire dal 1527, quando il territorio di Ranzo rientrava nella giurisdizione ecclesiastica della pieve di San Lorenzo in Banale.
Una data, 1535 (1555 per altre fonti), che si trova incisa su un arco all'interno dell'edificio vuole indicare quasi sicuramente la chiusura del cantiere per la sua costruzione. Nel 1720 divenne primissaria curata della pieve del Banale.
Durante il primo dopoguerra del XX secolo fu oggetto di un particolare ampliamento con la realizzazione di due navate laterali, e quasi certamente in tale occasione gli interni vennero decorati.
Ottenne dignità parrocchiale nel 1960 e la sua solenne consacrazione venne celebrata nel 1961.
Gli ultimi interventi importanti che l'hanno interessata sono stati i lavori di restauro realizzati nel 1982.

## Descrizione
L'edificio è posto in posizione centrale a Ranzo. 
La facciata è semplice a capanna con due spioventi, parzialmente coperta dalla torre campanaria di struttura massiccia che le sorge addossata davanti.
L'interno è diviso in tre navate con volta a crociera.
Su una parete dell'aula è conservato un grande quadro ex voto a ricordo di una storica frana caduta dal Cruze al tof de la confin (dal Margon, monte verso Margone) durante una processione. L'episodio avvenne il 12 maggio 1890 e non causò alcuna vittima.
Nella chiesa, a pavimento sotto l'ultima arcata di destra della navata centrale, si trova l'organo a canne Giorgio Carli opus 70, risalente al 1999.